# Golfo de Almería
El golfo de Almería es un golfo  situado en la costa de Almería que se abre al mar de Alborán. Está delimitado de oeste a este por la punta del Moro y el cabo de Gata. Toma el nombre de la ciudad de Almería, la más importante de su costa. 
Destacan sus prominentes formaciones rocosas pertenecientes a las cordilleras Béticas, que dan lugar a acantilados que se alternan con zonas de costa baja. Parte de su medio natural está integrado en el parque natural del Cabo de Gata-Níjar.